# Fritz Hünenberger
Fridriech 'Fritz' Hünenberger (Riehen, 14 maart 1897 - 30 augustus 1976) was een Zwitsers gewichtheffer. Hij nam deel aan de Olympische Zomerspelen van 1920 in Antwerpen en de Olympische Zomerspelen van 1924 in Parijs en behaalde op beide Spelen een zilveren medaille. Hij behaalde er zowel olympische als wereldrecords in zijn sport.

## Belangrijkste resultaten
Hünenberger was een van de 77 Zwitserse deelnemers aan de Olympische Zomerspelen van 1920. Binnen de sport van het gewichtheffen op deze Spelen nam hij deel in de klasse van het halfzwaargewicht (tot tot 82,5 kg). Hij was de enige Zwitserse deelnemer op dit onderdeel.
Hünenberger kwam op 31 augustus 1920 in actie in het Olympisch Stadion. Hij eindigde op de tweede plaats, na de Fransman Ernest Cadine, die goud behaalde, en voor de Zweed Erik Pettersson, die zilver behaalde. Bij het eenhandig stoten behaalde hij een olympisch record.
Vier jaar later, bij de Olympische Zomerspelen van 1924 in Parijs nam hij op 23 juli 1924 opnieuw deel aan het gewichtheffen in dezelfde gewichtsklasse in de Vélodrome d'Hiver. Hij werd opnieuw tweede, voor de Fransman Charles Rigoulot en na de Oostenrijker Leopold Friedrich. Bij het eenhandig stoten behaalde Hünenberger met 107,5 kg een wereldrecord.

### Olympische Zomerspelen
| Jaar | Plaats    | Onderdeel        | Resultaat | Prestaties |
| ---- | --------- | ---------------- | --------- | --- |
| 1920 | Antwerpen | halfzwaargewicht | Zilver    | eenhandig trekken: 1e met 75,0 kg (OR) eenhandig stoten: 4e met 90,0 kg tweehandig stoten: 2e met 112,5 kg totaal: 277,5 kg                                               |
| 1924 | Parijs    | halfzwaargewicht | Zilver    | eenhandig trekken: 2e met 80,0 kg eenhandig stoten: 1e met 107,5 kg (WR) military press: 15e met 80,0 kg trekken: 2e met 97,5 kg stoten: 7e met 125,0 kg totaal: 490,0 kg |